# Большеглазые ликоды
Большеглазые ликоды (лат. Ophthalmolycus) — род морских лучепёрых рыб семейства бельдюговых. Встречаются в Тихом, Атлантическом и Южном океанах. Живут на глубинах от 140 до 3281 м. Батидемерсальные рыбы. Длина тела от 14,6 (Ophthalmolycus macrops) до 36,9 см (Ophthalmolycus eastmani). Они безвредны для человека, объектами промысла не являются, их охранный статус не определён.

## Классификация
На ноябрь 2023 в род включают следующие виды:
- Ophthalmolycus amberensis (Tomo, Marschoff & Torno, 1977)
- Ophthalmolycus bothriocephalus (Pappenheim, 1912)
- Ophthalmolycus campbellensis Andriashev & Fedorov, 1986
- Ophthalmolycus chilensis Anderson, 1992
- Ophthalmolycus conorhynchus (Garman, 1899)
- Ophthalmolycus macrops (Günther, 1880)
- Ophthalmolycus andersoni Matallanas, 2009
- Ophthalmolycus eastmani Matallanas, 2011
- Ophthalmolycus polylepis Matallanas, 2011